# PB1-F2
PB1-F2 és una fosfoproteïna pro-apoptòtica i no estructural d'uns 90 aminoàcids, encarregada d’induir la destrucció o mort cel·lular. Aquesta proteïna és present en diferents soques del virus Influenza A, una grip que ocasionalment afecta els humans.
La proteïna va ser descoberta l'any 2001 per Chen i el seu equip d'investigadors en una recerca d'epítops CD8+ en marcs de lectura alternatius dels gens del virus de la grip A. Des d'aquell moment, hi ha moltes proves que aquesta inusual proteïna augmenta la patogenicitat del virus Influenza A. D'altra banda, s'ha comprovat que PB1-F2 es localitza als mitocondris mitjançant la seva seqüència de localització mitocondrial a l'extrem C-terminal i que s'autooligomeritza per formar porus a la membrana mitocondrial.

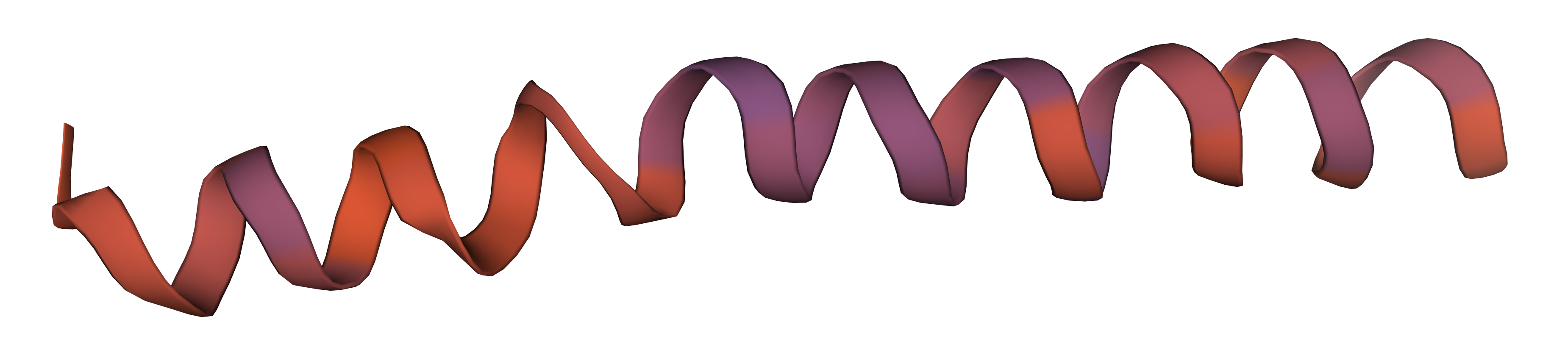
Seqüència d’aminoàcids entre el 50è i 87è aminoàcid de la proteïna PB1-F2. Aquesta seqüència, prové d’una soca del virus Influenza A que emergí a Escòcia el 1959.
Seqüència de la imatge: MHKQTASWKQ WLSLKNPIQE SLKTRALKRW KSFSKQGL

## Estructura
La proteïna PB1-F2 té tendència a formar una hèlix amfipàtica que consta des del 69è aminoàcid —la leucina— fins al 83è aminoàcid, l’aminoàcid polar fenilalanina. Dins de PB1-F2 hi ha presència d’estructures helicoidals α. Si més no, aquesta proteïna té la capacitat de canviar la seva conformació d'una estructura secundària aleatòria a α-helicoidal o β depenent de l'entorn en què es trobi.
PB1-F2 també s'agrega a estructures semblants a l'amiloide amb una estructura secundària de fulla creuada amiloidal característica.
Té dos dominis proteics principals independents que consisteixen en dues hèlixs curtes properes a l'extrem N-terminal desordenat i una hèlix estesa a l'extrem C-terminal catiònic i hidrofòbic. Ambdós dominis tenen una forma helicoïdal i estan interconnectats per una regió de frontissa no estructurada però flexible.
La PB1-F2 té una gran predisposició a formar estructures oligomèriques, per això aquesta proteïna té capacitat de confeccionar porus de membrana en la bicapa lipídica. En l'hèlix C-terminal de la cadena polipeptídica es troba el domini d’oligomerització principal.
Encara que aquesta proteïna acostuma a tenir uns 90 aminoàcids, una altra característica essencial és la seva mida variable depenent del tipus de virus i la soca a la qual pertanyi, és a dir, té un caràcter polimòrfic. Aquest polimorfisme en PB1-F2 està vinculat a un augment de la virulència en determinades soques virals, contribuint amb el component antiinflamatori en resposta al virus. Per altra banda, tots els virus de la grip que afecten els humans i que contenen la proteïna PB1-F2 són virus que s'han recombinat amb un virus aviari.
La citotoxicitat de PB1-F2 del medi extracel·lular depèn fortament de l'organització estructural de la proteïna i la seva activitat lítica contribueix a danyar la membrana cel·lular amb infecció del virus corresponent.

## Funcions i efectes principals

### Apoptosi cel·lular

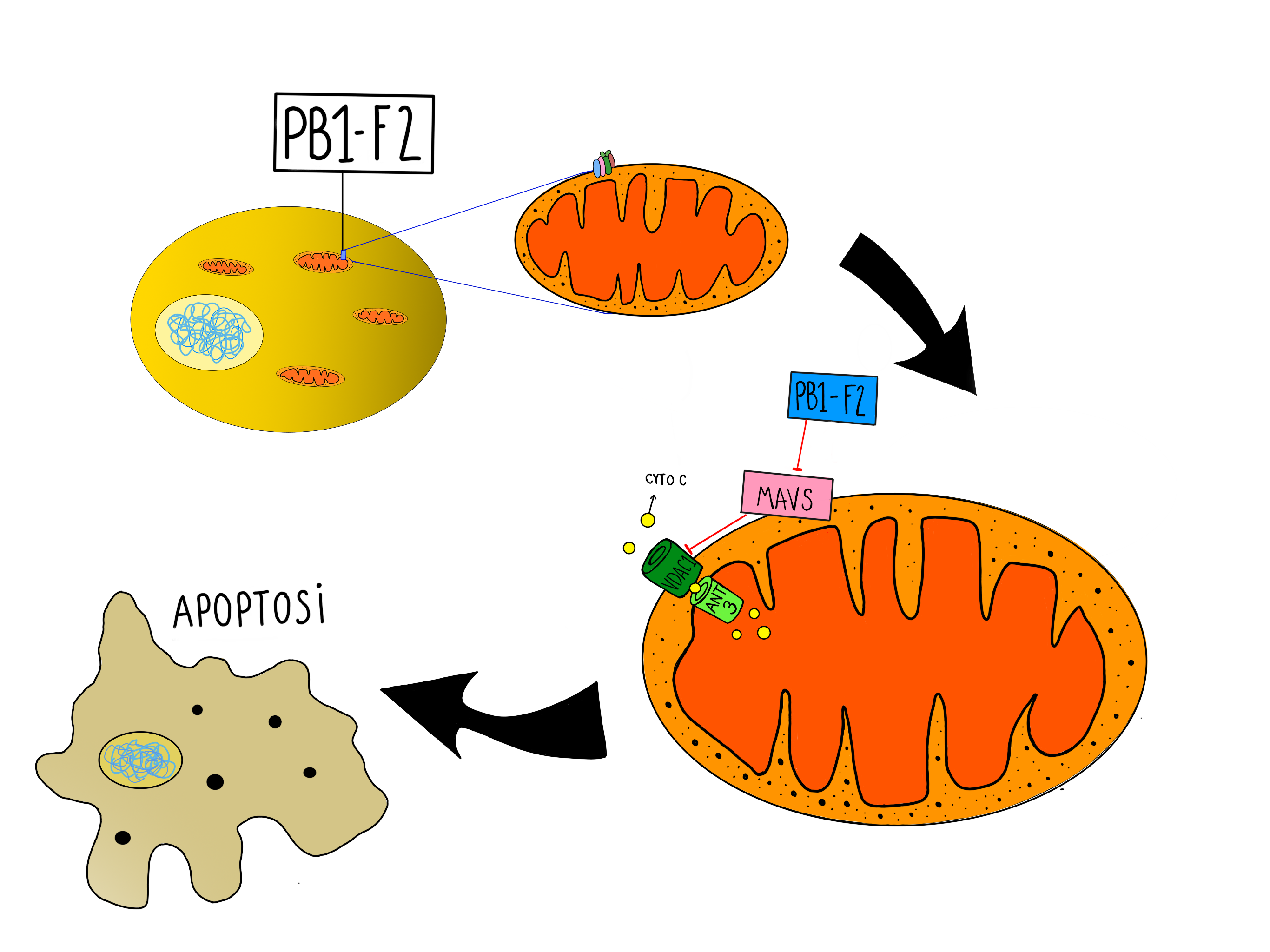
Dibuix representant la interacció de la proteïna PB1-F2 amb els mitocondris, fet que pot donar lloc a la mort cel·lular (apoptosi).

L'apoptosi és en una forma de mort cel·lular programada en els organismes pluricel·lulars. Es pot iniciar a través d’una via extrínseca, mediada a través dels anomenats receptors de la mort, o a través d’una via intrínseca o mitocondrial, desencadenada pel dany cel·lular
L'inici de la via intrínseca porta a la permeabilització de la membrana mitocondrial. Això pot passar mitjançant la formació del complex de porus de transició-permeabilitat (PTPC), format principalment pel canal anònic mitocondrial 1 depenent del voltatge (VDAC1) a la membrana mitocondrial externa i les proteïnes translocadores de nucleòtids d’adenina 3 (ANT3) a la membrana interna. PB1-F2 es localitza al mitocondri i interacciona amb VDAC1 i ANT3, promovent així la formació del PTPC. A més, en la membrana externa del mitocondri es troba una proteïna anomenada MAVS encarregada de la senyalització antiviral que també interacciona amb PB1-F2.
La permeabilització condueix a un flux de molècules apoptogèniques, com ara el citocrom C, que activen la cascada de caspases. Les vies de mort cel·lular intrínseca i extrínseca presenten una molècula comuna, la caspasa 3, que executa la pena de mort. Per altra banda, s'ha demostrat que PB1-F2 pot induir l’apoptosi mitjançant la formació de porus a través de l’autooligomerització.
S’ha comprovat també que l'apoptosi a través de la via mitocondrial és més pronunciada en cèl·lules immunitàries de determinades soques (macròfags) que en cèl·lules epitelials. Les cèl·lules epitelials són les cèl·lules diana principals per a la replicació, per la qual cosa no seria desitjable matar aquests tipus de cèl·lules. En canvi, PB1-F2 pot accelerar específicament la mort cel·lular a les cèl·lules immunitàries, evitant la detecció del virus pel sistema immunitari, és a dir, reduint així la capacitat de l'hoste de contribuir a una resposta immunitària.

### Desregulació de la resposta immunitària innata antiviral

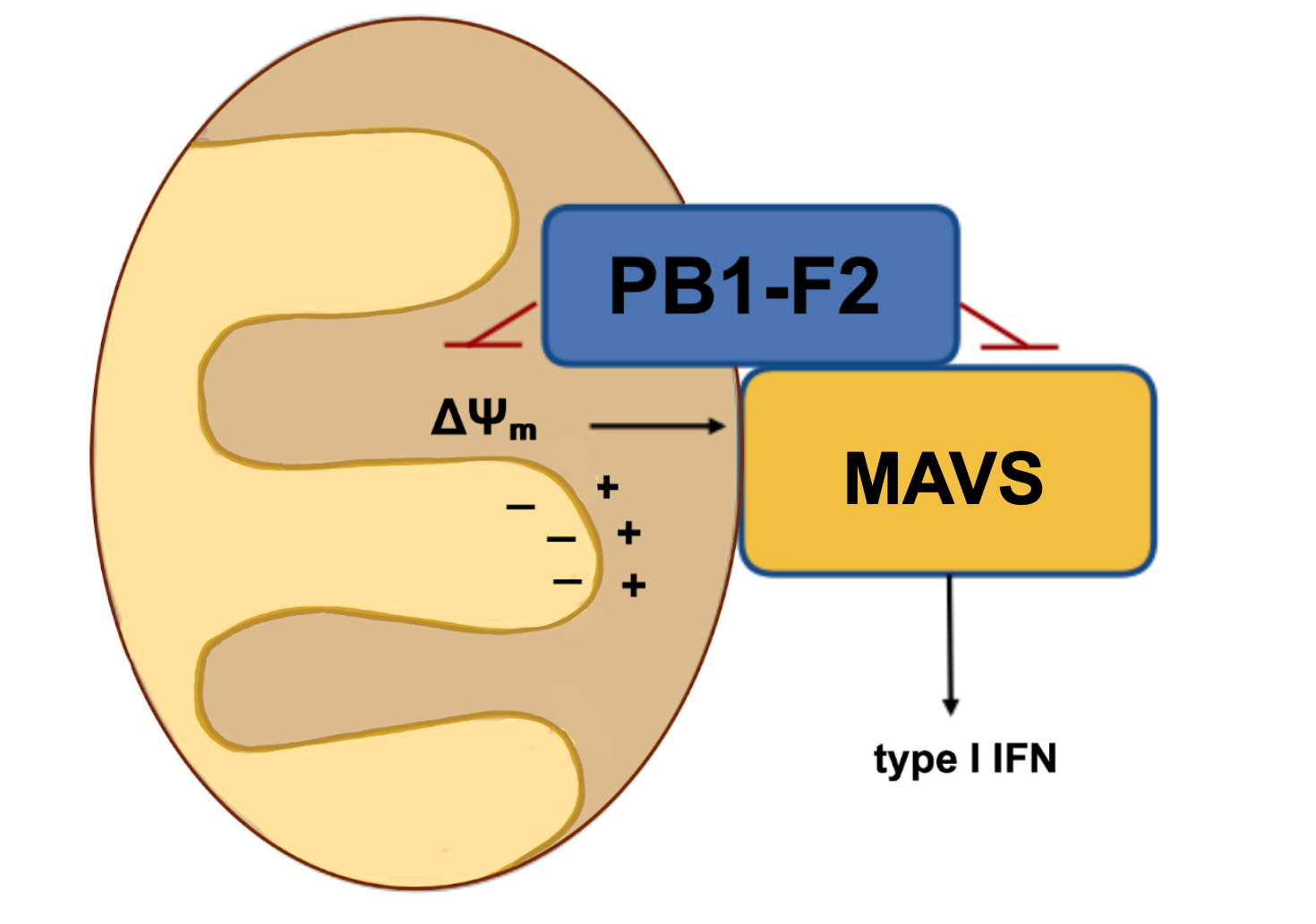
Model de com PB1-F2 interacciona amb la proteïna mitocondrial MAVS i dissipa el potencial de membrana mitocondrial (Δψm), que és essencial per a la producció d'interferó mediada per MAVS.

La resposta immunitària innata és la primera línia de defensa contra les infeccions víriques. S’ha vist que els mitocondris actuen com un centre per a la immunitat innata cel·lular en vertebrats, especialment en mamífers.
L'activació de la via de transducció de senyals dels receptors RLR, receptors semblants al gen induïble per l'àcid retinoic (RIG-I), condueix a la producció d'interferons (IFN) i citocines proinflamatòries com a primera línia de defensa contra els virus d'ARN. En aquesta via, els RLR reconeixen l'ARN derivat del virus que entra a l’hoste i aquest complex es trasllada a la proteïna de senyalització antiviral mitocondrial (MAVS). El complex RIG-I/MAVS propaga el senyal per a la producció d'IFN.
PB1-F2 és capaç d’unir-se amb el complex proteic RIG-I/MAVS, gràcies a la mutació N66S que contribueix a una major afinitat d’interacció, de manera que inhibeix la producció d’interferons (IFN), provocant així una resposta immune innata retardada. Una altra possibilitat és que PB1-F2 altera la producció d'IFN depenent de MAVS alterant el potencial de la membrana mitocondrial, essencial per activar la via RLR contra la infecció viral.

### Augment de la resposta proinflamatòria
S’ha comprovat que la proteïna PB1-F2 està implicada en la millora de la resposta inflamatòria pulmonar en alguns models de ratolí, mitjançant el reclutament de cèl·lules inflamatòries. Algunes soques pandèmiques, com ara el virus HPAI del subtipus H5N1, H1N1 PR, i soques estacionals representatives, presenten proteïnes PB1-F2 que provoquen un augment de la cel·lularitat dels pulmons i respostes inflamatòries.
Aquestes respostes inclouen l'afluència de cèl·lules T, dendrítiques, macròfags i neutròfils. Així doncs, la resposta inflamatòria indueix la infiltració de cèl·lules immunitàries, un augment dels nivells de citocines i danys als teixits als pulmons dels ratolins infectats.
S’ha plantejat la possibilitat que PB1-F2 sigui directament reconeguda pel sistema immunitari innat, gràcies als receptors de reconeixement de patrons, o bé que serveixi com a quimioatractor. També es creu que el paper proinflamatori de PB1-F2 es deu a l'extrem C-terminal de la proteïna.
La propietat inflamatòria de PB1-F2 promou posteriors infeccions bacterianes secundàries, les quals van causar una morbiditat substancial durant la pandèmia de 1918.

### Augment de la infecció bacteriana secundària
El fet que es produeixi una resposta inflamatòria afavoreix infeccions bacterianes secundàries. La majoria de les morts en persones infectades pel virus de la Influenza A no són causades per la infecció vírica, sinó per una infecció bacteriana posterior (patògens com ara Streptococcus pneumoniae, Staphylococcus aureus o Haemophilus influenzae).
El virus causa la pèrdua de cèl·lules epitelials que recobreixen els pulmons disminuint així la producció de mucoses, una de les primeres línies de defensa immunitària inespecífica contra microorganismes. Per aquest motiu, un bacteri pot residir més temps als pulmons i provocar una infecció bacteriana secundària
La proteïna PB1-F2 també té relació en aquest fet ja que intensifica la infecció pulmonar bacteriana secundària al induir la mort de macròfags alveolars presents en el pulmons. Aquest fet provoca un augment de la virulència al reduir la presentació de l'antigen i l'eliminació viral inicial. A més, s’evita el reconeixement de macròfags alveolars i cèl·lules Th CD4+ i, en conseqüència, aquestes cèl·lules no es multipliquen i es redueix l’activació dels limfòcits T citotòxics (CTL), la producció d'anticossos i la inflamació.

### Regulació de l'activitat de la polimerasa viral
En cèl·lules epitelials, a causa d’una interacció de PB1-F2 amb PB1, es regula indirectament l'activitat de la polimerasa viral. De fet, està provat que quan hi ha una deficiència de PB1-F2 durant la infecció del virus, s'altera la localització de PB1 i l'activitat de la polimerasa viral disminueix. Aquesta interacció porta a la retenció de PB1 al nucli en la fase tardana de la replicació, el que porta a millorar aquesta. Aquesta interacció, però, no sembla contribuir a la patogènesi del virus de la grip, fet que s'ha demostrat en un model de ratolí.

## Malalties vinculades
La proteïna PB1-F2 és l’onzena proteïna del virus Influenza A, que afecta els animals homeotèrmics, és a dir, aus i mamífers. Les aus aquàtiques són considerades el reservori natural de tots els subtipus del virus i molt probablement la font de contagi per als éssers humans. Per tant, podem afirmar que es tracta d’un virus en constant evolució, la qual cosa ha causat diferents pandèmies al llarg de la història, com ara la grip espanyola del 1918.
Diversos estudis (Conenello et al., 2007, Conenello et al., 2011, Varga et al., 2011) han descobert una sèrie de mutacions puntuals de PB1-F2 com a responsables de l’increment de la patogenicitat final del virus H1N1 Influenza A. De totes elles, la mutació N66S és potencialment la més important en termes d’augment de la virulència. Per comprovar el seu efecte, es va comparar la cinètica in vivo entre la soca PR8, sense la proteïna, i la soca recombinant amb la proteïna PB1-F2, rPR8 (mateixa soca que la grip espanyola de 1918). Aquesta última va donar lloc a una taxa més alta de producció viral i mort cel·lular. A més, aquesta mutació també es va observar al virus H5N1 del brot de Hong Kong el 1997.
En canvi, durant la pandèmia del virus H1N1 de 2009 es va observar que la proteïna PB1-F2 hi estava present de forma truncada, és a dir, en una forma considerablement més curta d'onze aminoàcids. Aquesta diferia de l'anterior, ja que presentava la mutació C129A. Per entendre això, Huanchun Chen i el seu equip van crear una reconstrucció de la soca de 2009 però aquest cop amb el fragment complet de PB1-F2. Aquesta nova soca causava la mort cel·lular i, per tant, impedia la replicació del virus, molt abans que la soca inicial present a la pandèmia del 2009. A partir d’aquí, es va establir que aquest podia ser un dels motius pels quals no sempre es presenta la proteïna completa.
S'ha demostrat que la proteïna PB1-F2 està relacionada amb la capacitat de replicació de virus i la posterior infecció de la cèl·lula.